# Kenchenahalli, Tarikere
Kenchenahalli là một làng thuộc tehsil Tarikere, huyện Chikmagalur, bang Karnataka, Ấn Độ.